# 锥唇吻沙蚕
锥唇吻沙蚕（学名：Glycera onomichiensis）为吻沙蚕科吻沙蚕属的动物。分布于鄂霍次克海、南千岛群岛、南萨哈林、日本海、日本，包括黄海、台湾海峡等海域。